# Осма македонска ударна бригада
Осма македонска ударна бригада НОВЈ (позната и под именом Велешка бригада) формирана је 2. септембра 1944. године у селу Отиштину код Велеса од људства из Велешког партизанског одреда и нових бораца из велешког краја. Тада је имала четири батаљона са око 950 бораца. До 6. децембра 1944. била је у саставу 42, а потом 41. македонске дивизије НОВЈ.

## Борбени пут бригаде
До средине октобра водила је тешке борбе против балистичких снага које су обезбеђивале леви бок немачких снага у повлачењу правцем Скопље-Качаник на подручју планине Карлијака, посебно код места Говрлева, Св. Петке, Барова, Грчеца, Крушопека и Нереза.
У другој половини октобра пребацила се на леву обалу Треске и заједно са Шестом македонском бригадом чистила од балиста подручје Суве горе. Нарочито се истакла у борбама за ослобођење Велеса 9. новембра, а затим са Кумановском дивизијом у борбама са заштитницама немачке групе армија „Е“ у Качаничкој клисури.
После ослобођења Македоније, учествовала је с осталим снагама 41. и 42. дивизије и косовско-метохијским јединицама у уништавању балиста и осталих одметничких снага на подручју Гњилана и Скопске Црне горе.